# Контрерас, Франсиско
Франсиско Контрерас-и-Альварес де ла Кадена (исп. 	Francisco Contreras y Álvares de la Cadena; 24 мая 1904, Пичукалько, Чьяпас — 17 марта 1949, Тапачула, Чьяпас) — мексиканский легкоатлет, выступавший в беге на короткие дистанции, барьерном беге и прыжках в длину. Участник летних Олимпийских игр 1924 года.

## Биография
Франсиско Контрерас родился 24 мая 1904 года в мексиканском городе Пичукалько.
В 1924 году вошёл в состав сборной Мексики на летних Олимпийских играх в Париже. В беге на 110 метров с барьерами занял в четвертьфинале последнее, 5-е место. В прыжках в длину занял в квалификации 28-е место с результатом 5,735 метра, уступив 1,145 метра попавшим в финал с 6-7-го мест Крису Макинтошу из Великобритании и Вирджилио Томмази из Италии. Также был заявлен в эстафете 4х100 метров, но не вышел на старт.
Умер 17 марта 1949 года в мексиканском городе Тапачула (сейчас Тапачула-де-Кордова-и-Ордоньес).

## Личный рекорд
- Прыжки в длину — 6,075 (1924)[4]